# CD-ROM

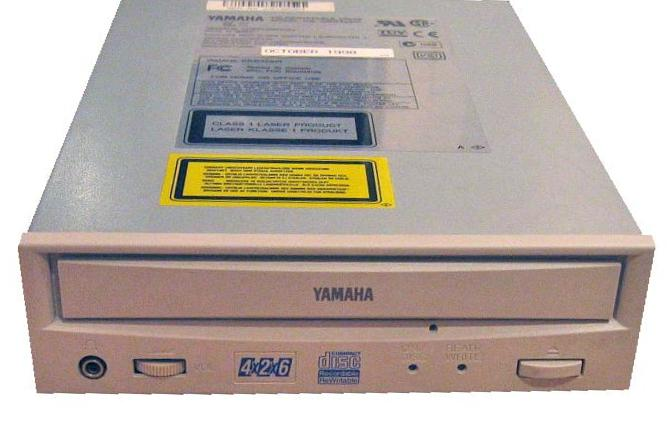
CD-ROM mechanika

CD-ROM (hovorově Cédéčko) (anglická zkratka pro Compact Disc Read-Only Memory) je nepřepisovatelné optické záznamové médium fyzicky totožné jako audio CD, formát uložení informací je však přizpůsoben uchování a čtení počítačových dat. Na tomto disku jsou data „vylisována“ od výroby a nejde je tak měnit. Kapacita média může být 650 až 900 MB.
Na rozdíl od diskových zařízení (disketa, pevné disky, ZIP disky, magnetooptické disky apod.) nejsou data ukládána do soustředných kružnic, ale do jedné dlouhé spirály podobně jako na gramofonové desce. Záznam na CD-ROM disku je jednostranný, délka celé spirály je zhruba 6 km a hustota dat v ní uložených je konstantní.
Data se zaznamenávají do sektorů, které mají velikost 2352 B. Data mohou být zaznamenána 3 způsoby:
1. Mode 1, má 2048 užitečných B/sektor (standard) – MSCDEX podporuje jen 2048B
2. Mode 2, 2336 B/sektor
3. Audio, 2352 B/sektor

Sektor se skládá z 98 rámců. Každý rámec začíná 24 synchronizačními bity a pak následují 2 bloky s 12 uživatelskými byty a 4 byty CIRC- korekce. Každý bajt začíná trojicí spojovacích nulových bitů a 14bitovým kódem bajtu. Při zakódování nesmí být dvě jedničky vedle sebe. Aby toto nenastalo při spojování bajtů jsou proloženy 3 spojovacími nulovými bity. Každá sekunda záznamu obsahuje 75 sektorů.
Historie CD-ROM sahá do roku 1970 k firmě RCA, která vyvinula oboustranný video disk o průměru 30,5 cm se způsobem zápisu a čtení založeném na optice a odrazu laseru. Vzhledem k vysoké ceně a malé odolnosti se však tento disk mezi veřejností příliš neuchytil. Řada firem ale vyvíjela podobná řešení, situace se změnila až v roce 1980, kdy firmy Philips a Sony uzavřely dohodu o společném standardu. První CD bylo vyrobeno v srpnu roku 1982 v Hannoveru v první továrně na výrobu lisovaných CD, byla na něm vylisována Alpská symfonie Richarda Strausse. Masová výroba pak byla zahájena 17. srpna 1982. Použití pro uložení dat rychle následovalo. Rychlost mechanik se označovala násobkem rychlosti původních audio CD (150 KiB/s). U pozdějších modelů obvykle 52× a více, ale tento údaj označoval maximální možnou rychlost přenosu dat, tedy při konstantních otáčkách dosažitelné pouze na konci (vnějším okraji) disku a neobjeví-li se chyby.
V dnešní době jsou tyto datové nosiče téměř vytlačeny modernějšími médii a technologiemi přenosu dat.